# 커피 카피 코피
"커피 카피 코피"는 1994년에 개봉한 대한민국의 영화이다.

## 캐스팅
- 진희경 : 강지수 역
- 김병세 : 오기찬 역
- 하유미 : 박미란 역
- 홍서범 : 차동석 역
- 임현식 : 정 실장 역
- 박영교 : 맹영태 역
- 이환지 : 허 이사 역
- 유식 : 김 실장 역
- 서춘화 : 미스 강 역
- 이혜란 : 홍유미 역
- 권승연 : 조 감독 역
- 이종래 : 서 과장 역
- 윤용현 : 윤 대리 역
- 김원배 : 애드파워사장 역
- 박용식 : ABC사장 역
- 김철웅
- 이은미
- 고희정
- 윤수진
- 이원종
- 김민종 (특별출연)
- 허준호 (특별출연)
- 이종원 (특별출연)
- 박진성 (특별출연)
- 이덕진 (특별출연)
- 윤다훈 (특별출연)
- 오솔미 (특별출연)
- 남궁연 (특별출연)